# (508134) 2015 FV21
(508134) 2015 FV21 es un asteroide perteneciente al cinturón de asteroides, región del sistema solar que se encuentra entre las órbitas de Marte y Júpiter.
Fue descubierto el 16 de marzo de 2015 por el equipo del telescopio Pan-STARRS desde el observatorio de Haleakala.

## Designación y nombre
Designado provisionalmente como 2015 FV21.

## Características orbitales
2015 FV21 está situado a una distancia media del Sol de 2,804 ua, pudiendo alejarse hasta 3,109 ua y acercarse hasta 2,498 ua. Su excentricidad es 0,109 y la inclinación orbital 17,039 grados. Emplea 1714,58 días en completar una órbita alrededor del Sol.
Los próximos acercamientos a la órbita de júpiter ocurrirán el 1 de noviembre de 2130, el 30 de marzo de 2154 y el 1 de septiembre de 2177.

## Características físicas
La magnitud absoluta de 2015 FV21 es 16,82.